# Edgarpriset
Edgarpriset eller Edgar Allan Poe Awards är ett amerikanskt litteraturpris uppkallat efter Edgar Allan Poe. Priset delas ut årligen av Mystery Writers of America. Priset delas ut inom flera kategorier varav bästa roman och bästa debutroman är bland de mest prestigefyllda.

## Vinnare av bästa roman
- 1954 Charlotte Jay, Beat not the Bones
- 1955 Raymond Chandler, The Long Goodbye
- 1956 Margaret Millar, Beast in View
- 1957 Charlotte Armstrong, A Dram of Poison
- 1958 Ed Lacy, Room to Swing
- 1959 Stanley Ellin, The Eighth Circle
- 1960 Celia Fremlin, The Hours Before Dawn
- 1961 Julian Symons, Progress of a Crime
- 1962 J. J. Marric, Gideon's Fire
- 1963 Ellis Peters, Death and the Joyful Woman
- 1964 Eric Ambler, The Light of Day
- 1965 John le Carré, The Spy who Came in from the Cold
- 1966 Adam Hall, The Quiller Memorandum
- 1967 Nicolas Freeling, Ett skott i Biarritz
- 1968 Donald E. Westlake, God Save the Mark
- 1969 Michael Crichton under pseudonymen Jeffrey Hudson, A Case of Need
- 1970 Dick Francis, Forfeit
- 1971 Maj Sjöwall & Per Wahlöö, Den skrattande polisen, (The Laughing Policeman i engelsk översättning)
- 1972 Frederick Forsyth, The Day of the Jackal
- 1973 Warren Kiefer, The Lingala Code
- 1974 Tony Hillerman, Dans med de döda
- 1975 Jon Cleary, Peter's Pence
- 1976 Brian Garfield, Hopscotch
- 1977 Robert B. Parker, Promised Land
- 1978 William Hallahan, Catch Me: Kill Me
- 1979 Ken Follett, The Eye of the Needle
- 1980 Arthur Maling, The Rheingold Route
- 1981 Dick Francis, Whip Hand
- 1982 William Bayer, Peregrine
- 1983 Rick Boyer, Billinsgate Shoal
- 1984 Elmore Leonard, La Brava
- 1985 Ross Thomas, Briarpatch
- 1986 L.R. Wright, The Suspect
- 1987 Barbara Vine, A Dark Adapted Eye
- 1988 Aaron Elkins, Old Bones
- 1989 Stuart M. Kaminsky, A Cold Red Sunrise
- 1990 James Lee Burke, Black Cherry Blues
- 1991 Julie Smith, New Orleans Mourning
- 1992 Lawrence Block, A Dance at the Slaughterhouse
- 1993 Margaret Maron, Bootlegger's Daughter
- 1994 Minette Walters, The Sculptress
- 1995 Mary Willis Walker, The Red Scream
- 1996 Dick Francis, Come to Grief
- 1997 Thomas H. Cook, The Chatham School Affair
- 1998 James Lee Burke, Cimarron Rose
- 1999 Robert Clark,  Mr. White's Confession
- 2000 Jan Burke, Bones
- 2001 Joe R. Lansdale, The Bottoms
- 2002 T. Jefferson Parker,  Silent Joe
- 2003 S. J. Rozan, Winter and Night
- 2004 Ian Rankin, Resurrection Men
- 2005 T. Jefferson Parker, California Girl
- 2006 Jess Walter, Citizen Vince
- 2007 Jason Goodwin, The Janissary Tree
- 2008 John Hart, Down River
- 2009 C. J. Box, Blue Heaven
- 2010 John Hart, The Last Child
- 2011 Steve Hamilton, The Lock Artist
- 2012 Mo Hyder, Gone
- 2013 Denise Lehane, Live By Night
- 2014 William Kent Krueger, Ordinary Grace
- 2015 Stephen King, Mr Mercedes
- 2016 Lori Roy, Let Me Die in His Footsteps
- 2017 Noah Hawley, Before the Fall
- 2018 Attica Locke, Bluebird, Bluebird
- 2019 Walter Mosley, Down the River Unto the Sea
- 2020 Elly Griffiths, The Stranger Diaries
- 2021 Deepa Anappara, Djinn Patrol on the Purple Line
- 2022 James Kestrel, Five Decembers